# サンマデモクラシー
『サンマデモクラシー』は2021年7月17日より公開の日本映画。沖縄テレビ制作。配給は太秦。

## 概要
沖縄テレビが製作したドキュメンタリー映画の第2弾。歴史に埋もれていた「本土復帰を求める運動に火を付けたのは、肝っ玉おばあが起こしたサンマをめぐる裁判だった」という事実を軽妙にえがいたドキュメンタリー作品。
焦点を当てる玉城ウシに関する資料はほとんどなく、作品は埋もれた戦後史を掘り起こすことになったという。
沖縄出身の川平慈英がナレーション、うちなー噺家の志ぃさーが口上という形でナビゲート役を務める。なお、川平慈英の父である川平朝清も後述の「沖縄の自治は神話」発言をじかに聞いた人物として映像中に登場している。
なお、本作は、2022年に『サンマデモクラシー　復帰前の沖縄でオバーが起こしたビッグウェーブ』（イースト・プレス）として書籍化された。

## あらすじ
日本は戦後、サンフランシスコ講和条約（1952年）によって主権を回復したが、沖縄では当時、アメリカ軍の琉球列島国民政府（USCAR）が事実上、統治していた。日本からの輸入品には関税がかけられていたが、法律に書かれていないサンマにも、根拠のない20％の輸入関税がかかっていた。これをおかしいと気付いた魚屋の女将・玉城ウシは、琉球政府を相手に当時前代未聞だった裁判を起こす。”ラッパ”と呼ばれた政治家・下里恵良、米軍が最も恐れた男”カメジロー”こと瀬長亀次郎らがこの波に加わり、本当の主権回復を求める大きな渦を巻き起こしていく。琉球列島第3代高等弁務官ポール・W・キャラウェイは言う。「沖縄の自治は神話」だと。

## キャスト
- 志ぃさー

## スタッフ
- 監督・プロデューサー：山里孫存
- 撮影・編集：祝三志郎
- 音楽：巻く音
- ナレーター：川平慈英、藤木勇人
- 制作：沖縄テレビ
- 配給：太秦